# David Nilsson
David Mitov Nilsson (ur. 12 stycznia 1991 w Norrköping) – szwedzko-macedoński piłkarz, grający na pozycji bramkarza.

## Kariera klubowa
Nilsson profesjonalną karierę rozpoczął w klubie IFK Norrköping, w którym, z przerwą na roczne wypożyczenie do zespołu IF Sylvia w 2011 roku, występuje do tej pory.

## Kariera reprezentacyjna
W reprezentacji Szwecji zadebiutował 21 stycznia 2014 roku w towarzyskim meczu przeciwko Islandii, w którym wszedł na boisko w 46 minucie meczu. We wrześniu 2015 poinformował o chęci gry dla reprezentacji Macedonii, w której zadebiutował 12 października 2015 w zremisowanym 0:0 meczu eliminacji do Euro 2016 z Białorusią.
| Mecze i gole w reprezentacji Szwecji | Mecze i gole w reprezentacji Szwecji | Mecze i gole w reprezentacji Szwecji | Mecze i gole w reprezentacji Szwecji | Mecze i gole w reprezentacji Szwecji | Mecze i gole w reprezentacji Szwecji | Mecze i gole w reprezentacji Szwecji |
| #                                    | Data                                 | Stadion                              | Rywal                                | Wynik                                | Gol                                  | Rozgrywki                            |
| 2014                                 | 2014                                 | 2014                                 | 2014                                 | 2014                                 | 2014                                 | 2014                                 |
| ------------------------------------ | ------------------------------------ | ------------------------------------ | ------------------------------------ | ------------------------------------ | ------------------------------------ | ------------------------------------ |
| 1.                                   | 21.01.2014                           | Abu Zabi, ZEA                        | Islandia                             | 2:0                                  | 0                                    | towarzyski                           |